# Distant Worlds
Distant Worlds (с англ. — «Далёкие миры») — компьютерная игра в жанре стратегия в реальном времени, разработанная Code Force и изданная Matrix Games.
Distant Worlds была выпущена 25 марта 2010 года. Три последующие дополнения Return of the Shakturi, Legends, и Shadows были выпущены в 2010, 2011 и 2013 годах соответственно. Игра появилась в Steam 23 мая 2014 года под названием Distant Worlds: Universe, собрав оригинальную игру и все дополнения в одном издании.

## Игровой процесс
Особенностью игрового процесса является возможность создания игровой сессии включающую в себя до 1400 звёздных систем, 50 000 планет, лун и астероидов.
Ключевым отличием от подобных игр жанра является масштабность (все действия происходят на одной карте) наряду с автоматизацией поставленных игроком задач, которые позволяют управлять своей империей.

## Оценки
Metacritic выставил среднюю оценку 81/100 Distant Worlds: Universe.
Space Sector оставил смешанные отзывы по отношению к игре, выставляя 5.0 из 10. Восхищаясь огромным игровым миром, в конечном итоге назвал интерфейс сложным и непонятным, отметил "кривое" обучение, слабую графическую составляющую и плохую реализацию:" сухой, стерильный, подавляющий и скучный, в конечном счёте не интересный мир, чтобы в нём играть". Рецензент, Адам Соло, позже изменил свою оценку на 8.8 из 10, заявив, что игра была значительно улучшена после нескольких обновлений и выхода первого дополнения.
Rock Paper Shotgun назвал Distant Worlds: Universe лучшей стратегией 2014 года.